# 계약 곡선

에지워스 박스에서 무차별 곡선의 접점들인 파레토 효율점들의 파란색 곡선. 두 재화의 초기 할당량이 이 자취에 없는 지점에 있다면, 두 사람은 원래 있던 무차별 곡선으로 형성된 렌즈 내의 효율적인 자취 상의 지점으로 거래할 수 있다. 거래될 수 있는 이 모든 효율적인 점들의 집합이 계약 곡선이다.
아래 그래프에서 두 사람의 초기 부존량은 켈빈의 무차별 곡선 K_{1}과 제인의 무차별 곡선 J_{1}에 있는 점 X이다. 그곳에서 그들은 이 무차별 곡선으로 형성된 렌즈 안의 어느 곳이든 상호 이익이 되는 거래에 동의할 수 있다. 그러나 더 이상 상호 이익이 되는 거래가 존재하지 않는 유일한 지점은 점 E와 같이 두 사람의 무차별 곡선 사이의 접점들이다. 계약 곡선은 렌즈 내에서 이 무차별 곡선 접점들의 집합으로, 오른쪽 위로 기울어지고 점 E를 통과하는 곡선이다.

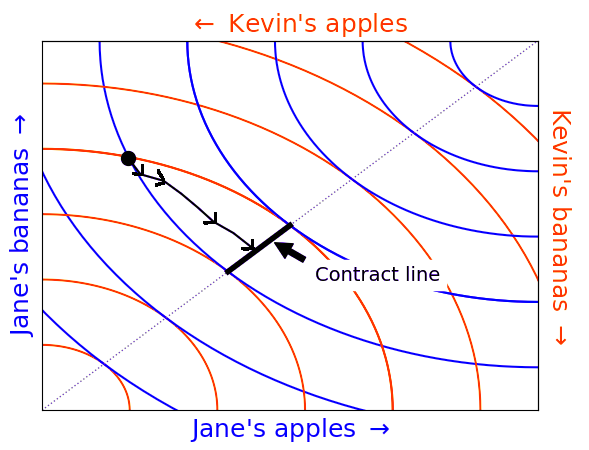
에지워스의 계약 곡선을 보여주는 도표.

미시경제학에서 계약 곡선(영어: Contract curve) 또는 파레토 집합(Pareto set)은 두 사람 간에 재화의 초기 할당량이 주어졌을 때 상호 이익이 되는 거래의 결과로 발생할 수 있는 두 재화의 최종 할당량을 나타내는 점들의 집합이다. 이 자취 상의 모든 점들은 파레토 최적 할당량이며, 이는 이러한 점들 중 어느 한 점에서도 다른 사람을 덜 만족시키지 않고는 한 사람의 할당량을 더 만족시킬 수 있는 재할당이 없다는 것을 의미한다. 계약 곡선은 두 재화의 초기 보유량으로부터 거래를 통해 도달할 수 있는 파레토 효율적인 점들의 부분 집합이다. 이는 여기에 보이는 에지워스 박스 다이어그램에 그려져 있는데, 각 사람의 할당량은 한 재화에 대해 수직으로, 다른 재화에 대해 수평으로 그 사람의 원점(두 재화의 할당량이 0인 지점)에서 측정된다. 한 사람의 원점은 에지워스 박스의 왼쪽 하단 모서리이고, 다른 사람의 원점은 박스의 오른쪽 상단 모서리이다. 사람들의 초기 부존량(두 재화의 시작 할당량)은 다이어그램의 한 점으로 표시된다. 두 사람은 더 이상 상호 이익이 되는 거래가 불가능할 때까지 서로 재화를 거래할 것이다. 개념적으로 그들이 멈출 수 있는 점들의 집합은 계약 곡선 상의 점들이다.
그러나 대부분의 저자들은 계약 곡선을 한 원점에서 다른 원점까지의 전체 파레토 효율 자취로 식별한다.
모든 왈라스 균형은 계약 곡선 상에 있다. 파레토 최적인 모든 점과 마찬가지로, 계약 곡선 상의 각 점은 한 사람의 무차별 곡선과 다른 사람의 무차별 곡선 사이의 접점이다. 따라서 계약 곡선 상에서는 한계대체율이 두 사람에게 동일하다.

## 예시
위 에지워스 박스 다이어그램에 나와 있듯이, 고정된 공급량을 가진 두 재화 X와 Y를 소비하는 두 행위자 옥타비오와 애비를 가진 경제가 존재한다고 가정해 보자. 또한, 옥타비오와 애비 사이에 재화의 초기 분포(부존량)를 가정하고, 각자가 해당 원점에 대해 볼록한 정상적으로 구조화된 (볼록한) 선호를 무차별 곡선으로 나타낸다고 가정해 보자. 초기 할당량이 옥타비오의 무차별 곡선과 애비의 무차별 곡선 사이의 접점에 있지 않다면, 그 초기 할당량은 옥타비오의 무차별 곡선이 애비의 무차별 곡선과 교차하는 지점에 있어야 한다. 이 두 무차별 곡선은 렌즈 모양을 형성하며, 초기 할당량은 렌즈의 두 모서리 중 하나에 있다. 옥타비오와 애비는 상호 이익이 되는 거래를 선택할 것이다. 즉, 그들은 둘 모두에게 더 나은 (원점에서 더 먼) 무차별 곡선 상의 지점으로 거래할 것이다. 이러한 지점은 렌즈의 내부에 있을 것이며, 한 재화가 다른 재화로 거래될 비율은 옥타비오의 한계대체율과 애비의 한계대체율 사이에 있을 것이다. 거래는 항상 각 사람에게 한 재화는 더 많이, 다른 재화는 더 적게 제공할 것이므로, 거래는 다이어그램에서 위쪽과 왼쪽으로, 또는 아래쪽과 오른쪽으로 이동하는 결과를 낳는다.
두 사람은 각자의 한계대체율(해당 지점에서 사람의 무차별 곡선 기울기의 절댓값)이 현재 할당량에서 다른 사람의 한계대체율과 다른 한 계속 거래할 것이다(이 경우, 다른 한계대체율 사이에서 한 재화에 대한 다른 재화의 상호 허용 가능한 거래 비율이 있을 것이다). 옥타비오의 한계대체율이 애비의 한계대체율과 같아지는 지점에서는 더 이상 상호 이익이 되는 교환이 불가능하다. 이 지점을 파레토 최적 균형이라고 한다. 에지워스 박스에서 이는 옥타비오의 무차별 곡선이 애비의 무차별 곡선에 접하고, 그들의 초기 할당량으로 형성된 렌즈 내부에 있는 지점이다.
따라서 옥타비오와 애비가 도달할 수 있는 점들의 집합인 계약 곡선은 초기 할당량으로 형성된 렌즈 내부에 있는 파레토 효율 자취의 구간이다. 이 분석으로는 계약 곡선 상의 어느 특정 지점에 도달할지는 알 수 없다. 이는 두 사람의 협상 기술에 달려 있다.

## 수학적 설명
두 재화와 두 개인의 경우, 계약 곡선은 다음과 같이 찾을 수 있다. 여기서 {\displaystyle x_{2}^{1}}은 개인 1에게 할당된 재화 2의 최종량을 의미하고, {\displaystyle u^{1}}과 {\displaystyle u^{2}}는 각각 개인 1과 개인 2가 경험하는 최종 효용 수준을 의미하며, {\displaystyle u_{0}^{2}}는 거래를 전혀 하지 않았을 때 개인 2가 초기 할당량에서 받을 효용 수준을 의미하고, {\displaystyle \omega _{1}^{tot}}와 {\displaystyle \omega _{2}^{tot}}는 각각 재화 1과 2의 고정된 총 가용량을 의미한다.
{\displaystyle \max _{x_{1}^{1},x_{2}^{1},x_{1}^{2},x_{2}^{2}}u^{1}(x_{1}^{1},x_{2}^{1})}
제약 조건:
{\displaystyle x_{1}^{1}+x_{1}^{2}\leq \omega _{1}^{tot}}
{\displaystyle x_{2}^{1}+x_{2}^{2}\leq \omega _{2}^{tot}}
{\displaystyle u^{2}(x_{1}^{2},x_{2}^{2})\geq u_{0}^{2}}
이 최적화 문제는 두 재화의 총량이 두 사람에게 할당된 양을 초과하지 않도록, 그리고 두 번째 사람의 효용이 초기 할당량보다 낮아지지 않도록 (따라서 두 번째 사람이 초기 할당량에서 찾아낸 지점으로 거래하는 것을 거부하지 않도록) 첫 번째 사람의 효용을 가능한 한 높게 유지하는 방식으로 재화를 두 사람에게 할당해야 한다는 것을 명시한다. 이 문제의 공식화는 렌즈 상의 파레토 효율적인 지점을 개인 1의 원점에서 가능한 한 멀리 찾아낸다. 이것은 개인 1이 모든 협상력을 가졌을 때 달성될 수 있는 지점이다. (사실, 개인 2가 식별된 지점으로 거래하는 데 동의하도록 최소한의 작은 인센티브를 주기 위해서는 그 지점이 렌즈 안에 약간 있어야 한다.)
전체 계약 곡선을 추적하기 위해 위 최적화 문제는 다음과 같이 수정될 수 있다. 각 재화의 할당량이 그 공급량을 초과하지 않도록 하는 제약 조건과 두 사람 모두의 효용이 초기 부존량에서의 효용보다 최소한 같거나 커야 한다는 제약 조건 하에서, b와 1 – b의 가중치를 사용하여 개인 1과 개인 2의 효용의 가중 평균을 최대화한다.
{\displaystyle \max _{x_{1}^{1},x_{2}^{1},x_{1}^{2},x_{2}^{2}}b\cdot u^{1}(x_{1}^{1},x_{2}^{1})+(1-b)\cdot u^{2}(x_{1}^{2},x_{2}^{2})}
제약 조건:
{\displaystyle x_{1}^{1}+x_{1}^{2}\leq \omega _{1}^{tot}}
{\displaystyle x_{2}^{1}+x_{2}^{2}\leq \omega _{2}^{tot}}
{\displaystyle u^{1}(x_{1}^{1},x_{2}^{1})\geq u_{0}^{1}}
{\displaystyle u^{2}(x_{1}^{2},x_{2}^{2})\geq u_{0}^{2}}
여기서 {\displaystyle u^{1}}은 개인 1이 초기 부존량으로부터 거래하지 않고 경험할 효용이다. 가중치 매개변수 b를 변화시킴으로써 전체 계약 곡선을 추적할 수 있다. b = 1이면 문제는 이전 문제와 동일하며, 초기 부존량의 무차별 곡선으로 형성된 렌즈의 한쪽 가장자리에 있는 효율적인 지점을 식별한다. b = 0이면 모든 가중치가 개인 1의 효용이 아닌 개인 2의 효용에 가해지므로, 최적화는 렌즈의 다른 가장자리에 있는 효율적인 지점을 식별한다. b가 이 두 극단 사이에서 부드럽게 변함에 따라 계약 곡선 상의 모든 중간 지점이 추적된다.
위의 최적화는 두 사람이 명시적으로나 암묵적으로 실제로 참여할 수 있는 최적화가 아니다. 대신, 이러한 최적화는 경제학자가 계약 곡선 상의 지점을 식별하는 단순한 방법일 뿐이다.

## 같이 보기
- 후생경제학
- 경제학 주제 목록